# Châtenoy (Seine-et-Marne)
Châtenoy is een gemeente in het Franse departement Seine-et-Marne (regio Île-de-France) en telt 134 inwoners (1999). De plaats maakt deel uit van het arrondissement Fontainebleau.

## Geografie
De oppervlakte van Châtenoy bedraagt 4,8 km², de bevolkingsdichtheid is 27,9 inwoners per km².
De onderstaande kaart toont de ligging van Châtenoy (Seine-et-Marne) met de belangrijkste infrastructuur en aangrenzende gemeenten.

## Demografie
Onderstaande figuur toont het verloop van het inwonertal (bron: INSEE-tellingen).